# Efektywna wielkość populacji

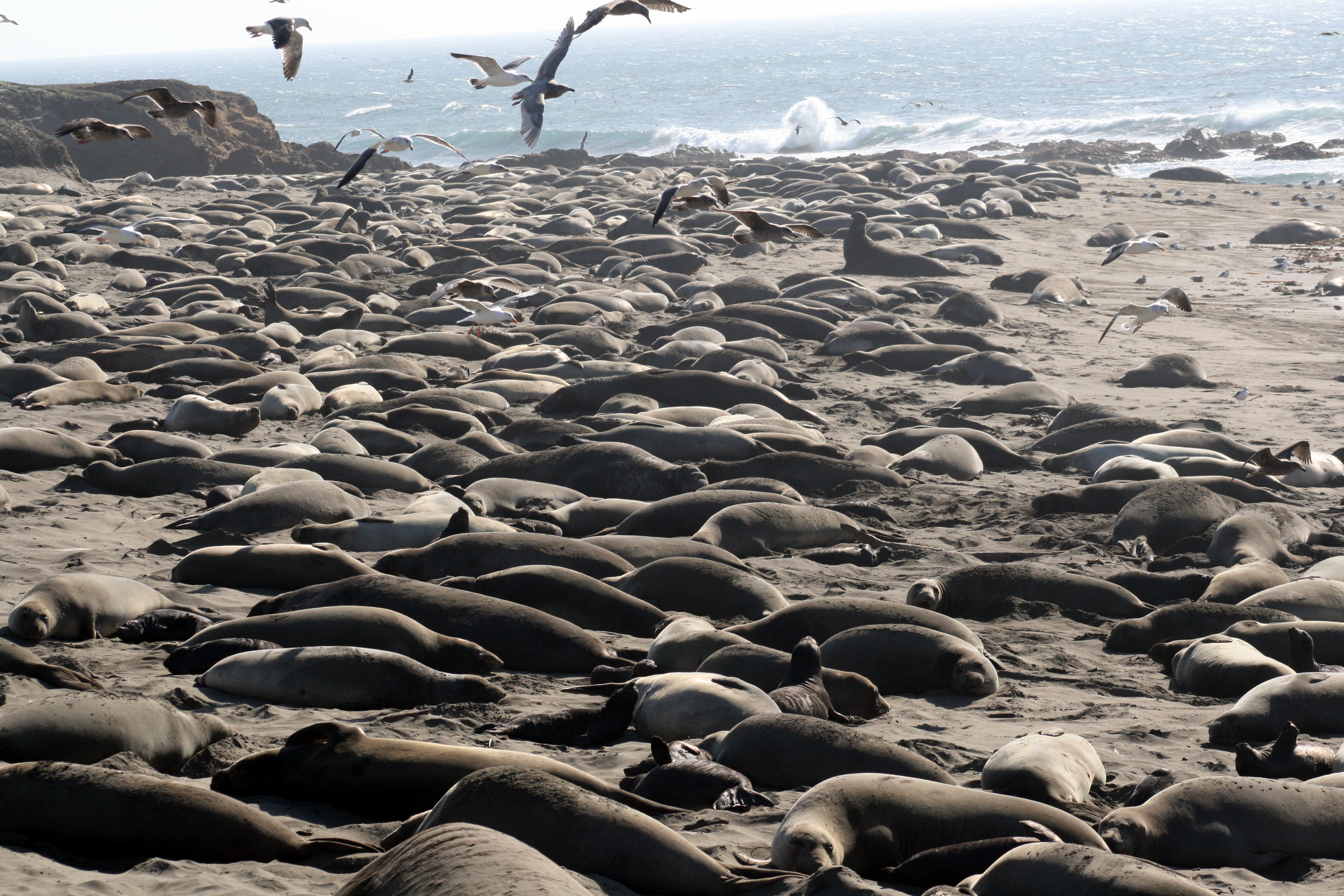
W przypadku wielu gatunków do rozrodu nie przystępują wszystkie osobniki danego pokolenia. U mirungi północnej zwanej dawniej słoniem morskim północnym samice żyją w haremach. Pojedynczy harem zapładnia jeden samiec, w efekcie czego tylko niewielka część samców przystępuje do rozrodu. Oznacza to, że efektywna wielkość populacji, odpowiadająca populacji składającej się tylko z organizmów rozmnażających się, będzie mniejsza od rzeczywistej

Efektywna wielkość populacji – wielkość odpowiadająca liczebności populacji, w której wszystkie osobniki przystępują do rozrodu i która zachowuje się pod względem dryfu genetycznego tak samo, jak analizowana rzeczywista populacja.
Z ewolucyjnego punktu widzenia istotną cechą populacji organizmów żywych jest jej liczebność, czyli liczba osobników w tej populacji. Jest ona ważna choćby z punktu widzenia dryfu genetycznego, wpływającego w większym stopniu na mniejsze populacje. Od liczebności populacji zależy czas zaniku heterozygotyczności na skutek dryfu i koalescencji. Przykładowo prawdopodobieństwo utrwalenia się nowo powstałego na skutek mutacji allelu w populacji osobników diploidalnych o liczebności {\displaystyle N} wynosi:
{\displaystyle P={\frac {1}{2N}}.}
Okazuje się jednak, że rzeczywiste wyniki nie zawsze odpowiadają wyliczeniom prowadzonym na podstawie policzonej czy oszacowanej całkowitej liczby osobników w populacji. Dzieje się tak, gdyż nie wszystkie osobniki należące do danej populacji biorą udział w rozrodzie, a więc w przekazywaniu genów następnemu pokoleniu. Tak więc osobniki nieuczestniczące w rozrodzie można w takich obliczeniach zaniedbać – ich geny nie są przekazywane dalej, osobniki te zachowują się bowiem tak, jakby nie istniały.
W efekcie tempo dryfu genetycznego odpowiadać będzie nie rzeczywistej całkowitej liczbie osobników w populacji, ale liczbie tych tylko, które biorą udział w rozrodzie. Wprowadza się wobec tego pojęcie efektywnej wielkości populacji {\displaystyle N_{e},} odpowiadającej takiej wyimaginowanej populacji, w której wszystkie osobniki przystępują do rozrodu, a która jednocześnie pod względem dryfu zachowuje się tak samo, jak rozpatrywana rzeczywista populacja. W wyobrażonej populacji dryf zachodzi więc z taką samą szybkością, jak w populacji rzeczywistej. Miarę tej szybkości stanowi utrata heterozygotyczności.
Efektywna wielkość populacji nie dorównuje całkowitej liczebności rzeczywistej populacji z kilku różnych powodów. Poszczególne osobniki różnią się liczbą płodzonego potomstwa. Dobry przykład stanowi tutaj mirunga (słoń morski). Samice tworzą haremy należące do kilku dominujących samców, będących ojcami większości nowego pokolenia. Inną przyczyną może być proporcja płci odbiegająca od 1:1. Ponadto sam dobór naturalny obniża efektywną wielkość populacji, faworyzując jedne osobniki kosztem innych. Zdarzają się też przypadki chowu wsobnego, na przykład gdy potomstwo kojarzy się z rodzicami, przez co przekazaniu do następnego pokolenia ulegają takie same allele. Za najważniejszy czynnik redukujący efektywną wielkość populacji uchodzą jednak okresowe wahania jej rzeczywistej wielkości. W przypadku populacji zmieniającej swą liczebność z pokolenia na pokolenie jej efektywna wielkość odpowiada średniej harmonicznej efektywnych wielkości w kolejnych pokoleniach.